# آرثر ديفيس (لاعب جمباز بهلوانية)
آرثر ديفيس (بالإنجليزية: Arthur Davis)‏ هو لاعب جمباز بهلوانية ‏ أمريكي، ولد في 29 ديسمبر 1974.